# Мала Јасеновача
Мала Јасеновача је насељено мјесто града Грубишног Поља, у Бјеловарско-билогорској жупанији, Република Хрватска.

## Прошлост
Мала Јасеновача је 1905. године у политичком погледу потпадала под политичку општину Грубишно Поље, а у црквеном под црквену општину Велика Барна. У Грубишном Пољу су били и други органи власти и институције, као и пошта и брзојав.
Мештани су одлазили на богослужења и слали децу у основну школу у Велику Барну, где се били православна црква и комунална школа.

## Географија
Мала Јасеновача се налази око 11 км сјеверно од Грубишног Поља.

## Становништво
Према попису становништва из 2011. године, насеље Мала Јасеновача је имало 5 становника.
| Националност       | 1991. | 1981. | 1971. | 1961. |
| Срби               | 71    |       |       |       |
| Југословени        |       |       |       |       |
| остали и непознато | 1     |       |       |       |
| Укупно             | 72    | '     | '     | '     |

| Демографија | Демографија | Демографија |
| Година      | Становника  | Становника  |
| ----------- | ----------- | ----------- |
| 1991.       | 72          |             |
| 2001.       | 12          |             |
| 2011.       |             | 5           |